# 阿里扎诺
阿里扎诺（義大利語：Arizzano），是意大利韦尔巴诺-库西亚-奥索拉省的一个市镇。总面积1.63平方公里，人口2042人，人口密度1252.8人/平方公里（2009年）。